# Simplonpasset
Simplonpasset eller kort Simplon (Italiensk: Sempione) er et vejpas i Walliser alperne og hører til Nationalstrasse A9. Den franske kejser Napoleon 1. påbegyndte anlæggelsen af en vej over passet i år 1801. Under passet går Simplontunnelen.
Det forbinder 2.005 m.o.h. Rhônedalen i den schweiziske kanton Wallis med Val d'Ossola i den italienske provins Verbano-Cusio-Ossola og Lago Maggiore. Pasvejen begynder på nordsiden i Brig og fører op til Simplonpasset med hospitzet.
Et langt stykke ad vejpasset forløber gennem Schalbergtunnel På passets sydside følger ligger den sydligt udseende landsby Simplon og grænsesamfundet Gondo. I Italien følger områderne Iselle, Varzo og Domodossola.
På sydsiden rager Fletschhorn med sin gletsjer op over pasvejen. På passet findes der to naturlige søer Rotelsee bag ved hospitz'et og Hopschelsee, der ligger på den anden dalside. I den sidste tid er der yderligere anlagt to kunstige søer.

## Galleri
- Simplonpasset set fra Chalti Wasser (2.533 m.o.h.)[12]
- Snerydning på Simplonpasset
- Simplonpasset
- Simplon by set fra Furggupasset
- Trafik på Simplon mellem ca. år 1914 og 1918
- Panorama billede af Simplonpasset

## Vejen over passet
Samlet set omfatter A9 Simplon i dag omkring 50 broer (heri ikke medtalt de mange overkørsler og underpassager), 20 overdækkede vejstrækninger og 10 tunneller. En stor del af nutidens vej ligger på den tidligere vej anlagt af Napoleon 1. Napolen opførte vejen mellem 1801 og 1805.
Den nuværende vej over passet blev påbegyndt anlagt i 1958. Vejen blev indviet i 1975.

## Togtunnel
En togtunnel under passet er ført i to rør på 19,8 kilometer. Det første tunnelrør åbnede i maj 1906. Det andet rør åbnede i oktober 1922. Tunnellen går fra Brig i Schweiz til Iselle i Italien. Gennem togtunnellen kører biltog, hvor biltrafik transporteres på tog frem for den længere vej over passet. Lastbiler og store busser kan ikke medtages på togtransporten. Fra Iselle i Italien, hvor biler kan køre på togtransporten, til byen Brig, er der 50 km landevejskørsel over passet. Togtransporten af biler har en strækning på omtrent 20 km.